# Děčín (distrikt)
Děčín (tjeckiska: okres Děčín) är ett distrikt i Tjeckien. Det ligger i regionen Ústí nad Labem, i den norra delen av landet, 80 km norr om huvudstaden Prag. Antalet invånare är 133 747. Arean är 909 kvadratkilometer.
Terrängen i distriktet Děčín är huvudsakligen kuperad, men åt nordost är den platt.
Distriktet Děčín delas in i:
- Františkov nad Ploučnicí
- Děčín
- Rumburk
- Srbská Kamenice
- Varnsdorf
- Jiřetín pod Jedlovou
- Malá Veleň
- Staré Křečany
- Česká Kamenice
- Šluknov
- Dolní Habartice
- Merboltice
- Veselé
- Doubice
- Arnoltice
- Heřmanov
- Benešov nad Ploučnicí
- Ludvíkovice
- Dolní Podluží
- Markvartice
- Bynovec
- Velký Šenov
- Chřibská
- Dobkovice
- Dobrná
- Dolní Poustevna
- Lobendava
- Verneřice
- Kytlice
- Horní Podluží
- Huntířov
- Malšovice
- Horní Habartice
- Jiříkov
- Hřensko
- Lipová
- Janov
- Janská
- Jetřichovice
- Jílové
- Mikulášovice
- Krásná Lípa
- Kunratice
- Kámen
- Labská Stráň
- Valkeřice
- Velká Bukovina
- Rybniště
- Růžová
- Těchlovice
- Vilémov
- Starý Šachov

Följande samhällen finns i distriktet Děčín:
- Děčín
- Rumburk
- Šluknov
- Krásná Lípa
- Chřibská
- Jiřetín pod Jedlovou
- Kytlice
- Velká Bukovina
- Jetřichovice
- Růžová
- Hřensko
- Srbská Kamenice